# Miqdad Fatiha
Miqdad Louay Fatiha (arabe : مقداد لؤي فتيحة , également translittéré en Muqdad Fatiha) est un ancien commandant de la Garde républicaine et chef des Brigade du bouclier côtier, un groupe d'insurgés néo-baasistes qui opère dans le gouvernorat de Lattaquié.

## Vie personnelle

### Jeunesse
Miqdad Fatiha est né à Jableh, dans le gouvernorat de Lattaquié, le 19 juin 1989. Il est alaouite.

### Musculation
Le 2 juillet 2021, Fatiha a participé au Championnat de culturisme du gouvernorat d'Alep pour la catégorie « Classique » (organisé en préparation du Championnat de culturisme de la République), se classant 2e dans la catégorie de poids 188 cm.
Le 6 juillet 2021, Fatiha a participé au Championnat de culturisme de la République au complexe sportif al-Fayhaa à Damas au sein du club de football al-Jaish, se classant 1ère dans la catégorie des 95 kg.
Le 2 octobre 2021, Fatiha a participé au championnat de culturisme Beach Master au Assad City Sports Hall, à Lattaquié, où il s'est classé 3e dans la catégorie des 100 kg et plus.

### Sanctions internationales
Il a été sanctionné par l'Union européenne le 23 juin 2025 pour son implication dans la Garde républicaine et dans la création de milices après la chute du régime d’Assad.

## Rôle sous le régime d'Assad
Fatiha a servi dans la Garde républicaine au sein de la 25e division des forces spéciales pendant la guerre civile syrienne. Il est apparu dans des enregistrements lors de batailles de la guerre civile, comme lors des offensives de l'opposition syrienne, où il a commenté le déroulement des batailles et justifié les retraites militaires des Forces armées arabes syriennes (FAAS).

## Insurrection
Le 6 février 2025, il a déclaré la formation de la Brigade du bouclier côtier dans un enregistrement dans les montagnes du gouvernorat de Lattaquié en réponse aux violations commises contre les Alaouites, au cours desquelles il a menacé d'attaquer le gouvernement de transition à l'intérieur et à l'extérieur des gouvernorats côtiers, tout en appelant les Alaouites à « prendre les armes » contre le président Ahmed al-Charaa et à résister au désarmement.
Fatiha a déclaré que la Brigade du bouclier côtier serait responsable des attaques contre les forces d'Hayat Tahrir al-Cham dans le gouvernorat de Lattaquié.
Le 21 février, Fatiha a annoncé dans un clip vidéo que la Brigade du bouclier côtier, le Front de résistance islamique en Syrie et les Fantômes de l'Esprit des Forces de Résistance, une organisation basée dans l'est de la Syrie dirigée par Abdoul Hamid al-Shamali, coopéreraient pour lutter contre les « organisations terroristes takfiri » et le gouvernement syrien. La Brigade du bouclier côtier de Fatiha a participé aux affrontements de mars dans l'ouest de la Syrie contre le gouvernement de transition, avec d'autres milices loyalistes comme le Conseil militaire pour la libération de la Syrie, dirigé par Ghiath Dalla.
Fatiha est actuellement recherché par les autorités du gouvernement de transition syrien.